# Stefan Cybichowski

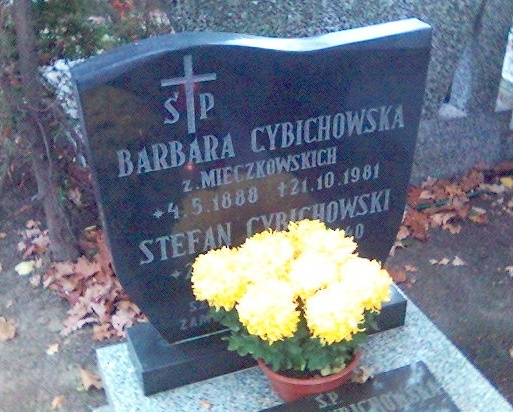
Symboliczny grób Stefana Cybichowskiego

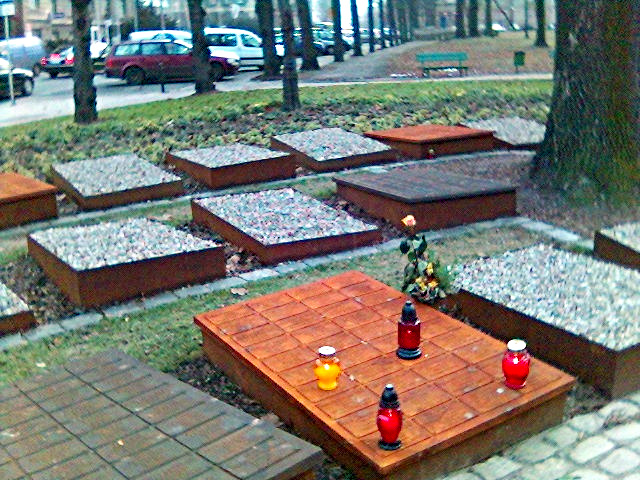
Fragment Pomnika Polskiego Państwa Podziemnego i Armii Krajowej w Poznaniu, gdzie znajduje się tabliczka z informacją o Stefanie Cybichowskim

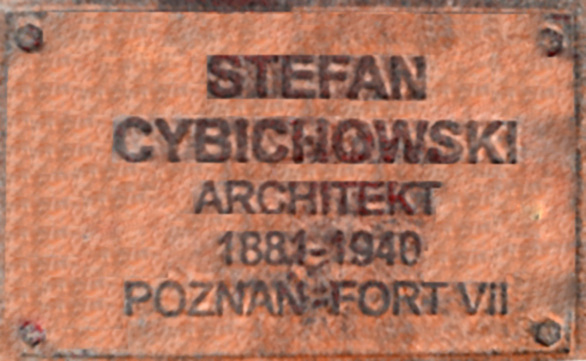
Tabliczka, fragment Pomnika Polskiego Państwa Podziemnego i Armii Krajowej w Poznaniu

Stefan Cybichowski (ur. 2 sierpnia 1881 w Poznaniu, zm. 6 stycznia 1940 tamże) – polski architekt i działacz społeczny.

## Życiorys
W czasie nasilenia Kulturkampfu został przeniesiony wraz z rodzicami do Inowrocławia w kwietniu 1882. Stamtąd w ramach Kulturkampfu Cybichowski wraz z rodziną zostali przeniesieni 1 listopada 1887 do Monasteru w Westfalii. Wrócili do Inowrocławia w 1892. W 1901 ukończył niemieckie Królewskie Gimnazjum w Inowrocławiu.
Studiował architekturę w Królewskiej Wyższej Szkole Technicznej w Charlottenburgu, uzyskując dyplom w 1905 r. Prawie wszyscy architekci z Wielkopolski w tym okresie uzyskiwali wykształcenie na niemieckich uczelniach.

### Praca w Berlinie
W latach 1906–1909 prowadził w Berlinie następujące budowy:
- budowę gmachu Królewskiej Akademii Sztuk Pięknych
- rozbudowę i przebudowę Królewskiej Mennicy,

W latach 1907–1909 był docentem Akademii Przemysłowej w Berlinie. Prowadził wykład pt. „Projektowanie budynków”. Pod jego nadzorem projektowano kościoły, teatry, gimnazja, szkoły ludowe, lazarety, itp. W 1910 otrzymał uprawnienia budowniczego rejencyjnego.
W tym czasie uzyskał nagrody w konkursach:
- na kaplicę przy Morskim Oku
- na Ratusz w Spandau

W latach 1909–1910 współtworzył projekt budowy synagogi przy Fasanenstraße w Charlottenburgu.

### Praca w Poznaniu
Przeprowadził się do Poznania w grudniu 1910. Od grudnia 1910 prowadził w tym mieście własne biuro architektoniczne. W 1912 wszedł w skład Wydziału Technicznego Poznańskiego Towarzystwa Przyjaciół Nauk (istniejącego od 1911). W 1911 wygłosił wykład O zastosowaniu gipsu w budownictwie. 20 stycznia 1914 dał wykład o czworakach. W końcu grudnia 1918 został pierwszym prezesem Koła Architektów Stowarzyszenia Techników w Poznaniu. W 1921 wstąpił do Koła Architektów przy Stowarzyszeniu Inżynierów i Architektów. Do 6 lipca 1925 był jego prezesem. Zastąpił go na stanowisku Marian Pospieszalski. W latach 1919–1922 był naczelnikiem Wydziału Budowlanego w Urzędzie Wojewódzkim. Przeprowadził spolszczenie tego urzędu. W latach 1920–1926 wykładał budownictwo wiejskie na Wydziale Rolniczo-Leśnym Uniwersytetu Poznańskiego.
Był też jednym z organizatorów pierwszych Targów Poznańskich, za co otrzymał dyplom.
Był członkiem Rady Miejskiej w Poznaniu (1919–1925), a później (1927–1931) honorowym radcą Magistratu m. Poznania. Należał także od 1911 do Stowarzyszenia Artystów w Poznaniu. Był członkiem Towarzystwa Miłośników Miasta Poznania.

### Śmierć
28 października 1939 został aresztowany w ramach Intelligenzaktion Posen przez Gestapo wraz z grupą profesorów i osadzony w Forcie VII. Zmarł 6 stycznia 1940, rozstrzelany przez hitlerowców w Forcie VII. Rodzina nie wiedziała o jego śmierci i jeszcze po wojnie liczyła na odnalezienie go żywego. Jego symboliczna mogiła znajduje się na Cmentarzu parafialnym św. Jana Vianneya w Poznaniu (kwatera św. Łukasza-18-61).

## Życie prywatne
Był synem Bronisława (profesora gimnazjalnego filozofii i języka polskiego) oraz Marty Bischoff. Brat Zygmunta Cybichowskiego, prawnika.
Był żonaty (od 1912) z Barbarą Mieczkowską (ur. 1888). Miał dzieci: Helenę (ur. 1913), Irenę (1916), Stanisława (1918), Barbarę (1919) i Katarzynę (1925).

## Dzieła
Preferowana przez Cybichowskiego architektura odwoływała się do form klasycystycznych, które dominowały przez pierwsze dziesięciolecie Drugiej Rzeczypospolitej. Sięgał też po rozwiązania neobarokowe.
- przebudowa pałacu w Żegotkach, gm. Strzelno (1920)[4]
- projekty gruntownego remontu kościołów w Bydgoszczy: Klarysek, farnego św. Marcina i Mikołaja, pobernardyńskiego (1922)[5]
- Międzynarodowe Targi Poznańskie (1924-29) – Budynek administracyjny (Pawilon 101) i Pałac Targowy (Pawilon 12), a także niezachowane pawilony PeWuKi[6]
- Palmiarnia Poznańska w Parku Wilsona w Poznaniu, 1927 (niezachowana, zastąpiona nowym, większym budynkiem)
- Zespół Szkół Handlowych w Poznaniu, 1927–1928, ul. Śniadeckich 54, w stylu modernistycznym
- kościół św. Stanisława Kostki w Poznaniu o układzie bazyliki, 1928–1930 oraz 1936-37
- Kościół Najświętszej Maryi Panny Nieustającej Pomocy w Zdziechowie koło Gniezna 1937–1939[7]
- klasztor Dominikanów w Poznaniu wraz z kaplicą, ul. Libelta, projekt z 1938, rozpoczęcie prac 1939 (po wojnie projekt został zmodyfikowany przez władze jako zbyt dominujący)[8]
- szkoła ss. Urszulanek przy dzisiejszej Al. Niepodległości 43 w Poznaniu, 1923 oraz internat, 1931; projekt zmodyfikowany po wojnie przez władze
- juwenat (niższe seminarium duchowne) i klasztor Redemptorystów w Toruniu na Bielanach, 1927–1930
- Kaplica Matki Boskiej Częstochowskiej w Chełmży, 1927
- Seminarium zagraniczne (Wyższe Seminarium Duchowne Towarzystwa Chrystusowego dla Polonii Zagranicznej) w Poznaniu, ul. Lubrańskiego, 1936 (nie zachowane)
- klasztor ss. Karmelitanek Bosych (obecnie Szpital Ginekologiczno-Położniczy Świętej Rodziny) w Poznaniu, ul. Jarochowskiego, 1927
- pałac biskupi w Gnieźnie
- odnowienie katedry w Gnieźnie (plac przed katedrą, sufragania[9] oraz Seminarium Duchowne, 1935)
- odnowienie kościoła franciszkańskiego w Gnieźnie
- główne wejście do teatru w Gnieźnie
- odnowienie Złotej Kaplicy w Katedrze Poznańskiej, 1912
- muzeum diecezjalne w Poznaniu
- rozbudowa Szpitala Przemienienia Pańskiego w Poznaniu, w stylu neoklasycystycznym, ul. Garbary / Długa, 1930–1933
- przebudowa Teatru Polskiego w Poznaniu, 1928[10]
- kościół św. Józefa w Tczewie, 1929[11]
- przebudowa Katedry św. Michała Archanioła w Łomży, styl gotycki, 1934
- przebudowa pałacu biskupiego i budowa seminarium w Pelplinie
- przebudowa na liceum pałacu w Rydzynie
- Bank Włościański w Poznaniu, neobarok, Plac Wolności 9, 1897-1920[12].
- przebudowa kościoła św. Marcina w Poznaniu (wyprostowanie kościoła, sklepienie nad główną nawą, nowy chór, powiększenia kościoła do przyjęcia 1 tys. osób), 1925–1927[13]
- 45-metrowa wieża i Dom Katolicki przy kościele św. Marcina w Poznaniu, 1932 (wieża zniszczona podczas II wojny światowej, dom rozebrany po wojnie)
- kaplica zewnętrzna Matki Bożej z Lourdes przy kościele św. Marcina w Poznaniu, 1932
- fabryka Pebeco przy ul. Głównej w Poznaniu (dziś Nivea Polska S.A.)[14]
- zakład przemysłowy Fabryki Kosmetyków dla firmy Falkiewicz, przy ul. Gnieźnieńskiej 1934.
- Skład i biura firmy Greger, ul. 27 Grudnia w Poznaniu (1931)[15]
- Fabryka Mebli Sroczyńskiego przy ul. Bogusławskiego 10 w Poznaniu (1923)[16]
- Elektrownia Miejska w Poznaniu na terenie byłego Fortu Roon (Fortu Czecha) na prawym brzegu Warty (obecnie Elektrociepłownia Poznań Garbary EC-I), 1924–1925, oddana do użytku 23 listopada 1929
- Dyrekcja Okręgowa Kolei Państwowych w Toruniu (obecnie Sejmik Wojewódzki), 1933, proj. F. Krzywdy-Polkowskiego ze zmianami S. Cybichowskiego
- reprezentacyjne wejście do Ogrodu Botanicznego na Ogrodach w Poznaniu
- Kościół św. Doroty w Strzałkowie koło Gniezna, 1934
- Kościół św. Katarzyny w Rynarzewie, gm. Szubin, 1913
- kościoły: św. Wawrzyńca w Gołańczy (1924–1931), Najświętszego Serca Jezusa i św. Anny w Kiszewie, św. Mikołaja w Ryczywole (1924-25), św. Marcina w Kuczkowie k. Pleszewa (1927), Bruszewie, św. Jakuba Większego Apostoła w Sokolnikach k. Wrześni, Górnej Brodnicy, Chrystusa Króla w Jarocinie (po 1930), św. Józefa w Inowrocławiu, św. Jakuba Starszego w Lubichowie (1929), Trzemesznie, św. Teresy od Dzieciątka Jezus w Kruszwicy (1923), św. Małgorzaty w Cielczy (1912), Gniewkowie, Chrystusa Króla w Jeleńczu k. Tucholi, Bożego Ciała w Helu (1931-1933), św. Józefa w Tczewie (1932–1936), kościół w Łasinie, Rybnie i Legbądzie, kościół w Niedamowie (1933), kościół w Krynicy Zdroju, kościół w Samsiecznie,
- rozbudowa i neobarokowa stylizacja kościoła św. Mikołaja w Fordonie (obecnie Bydgoszcz), proj. 1923, bud. 1927-1933[5]
- nowe kościoły w Bydgoszczy: Matki Boskiej Nieustającej Pomocy (1926–1928), św. Antoniego Padewskiego, 1935[5]
- kościół Najświętszej Marii Panny Królowej Polski w Brzozie, 1935[5]
- dom towarowy „The Gentleman”, na narożniku ul. Paderewskiego i Szkolnej w Poznaniu, 1939, w stylu modernistycznym
- przebudowa kościoła pw. św. Trójcy w Noskowie, gm. Jaraczewo
- odnowienie Kościoła Najświętszego Serca Jezusowego i Matki Boskiej Pocieszenia w Poznaniu[17]
- liczne projekty dworów i pałaców ziemiańskich, m.in. pałac Grabskich w Bieganowie wybudowany przez Edwarda Grabskiego
- projekt przebudowy prezbiterium kościoła w Biezdrowie, 1924–1926
- pomnik poległych w Trzemesznie
- willa własna w Poznaniu
- kamienica przy Ratajczaka 14
- willa dla dra Bolesława Pinkowskiego przy ul. Libelta 6 (obecnie Libelta 31), 1930-1931[18]
- kamienica przy ul. Pocztowej 1 w Poznaniu[19] (dziś ul. 23 Lutego)
- willa dra Władysława Łabędzińskiego przy ul. Śniadeckich 44 w Poznaniu[20]
- hotel Imperial przy ul. 27 Grudnia w Poznaniu[21] (niezrealizowany?)
- przebudowa Dworu w Chwaliszewie (1927)[22]
- kościół św. Mikołaja we Wszemborzu

Przez wiele lat uważano, że prywatne archiwum Cybichowskiego zaginęło. Dopiero w 1998 dzięki prywatnym kontaktom pracownika Biura Miejskiego Konserwatora Zabytków w Poznaniu córka architekta Helena Cybichowska przekazała do zbiorów MKZ dokumentację projektową budynków z terenu Poznania, Wielkopolski i Pomorza.

## Wyróżnienia
W zasługę za zaprojektowanie ok. 100 obiektów sakralnych na terenie Wielkopolski i Pomorza, otrzymał tytuł honorowego Szambelana papieskiego.
Kazimierz Sobkowicz w swej książce o poznańskich architektach nazwał go „niekwestionowanym rekordzistą projektów budowli sakralnych”.